# William Heinesen
Andreas William Heinesen, né le 15 janvier 1900 à Tórshavn où il est mort le 12 mars 1991, est l'un des écrivains les plus connus des îles Féroé. Il était aussi poète, compositeur et peintre.

## Biographie
William Heinesen est né à Tórshavn de mère danoise et de père féroïen. La langue parlée à la maison était le danois, langue dans laquelle il a été scolarisé et dans laquelle il a rédigé toute son œuvre. À l'époque, la langue féroïenne n'était pas reconnue dans l'enseignement et ne bénéficiait d'aucun statut officiel. À l'exception de quelques années passées au Danemark pendant sa jeunesse, il a vécu presque toute sa vie aux îles Féroé. Il est l'auteur de sept recueil de poèmes, sept romans et sept recueils de nouvelles. 
Outre sa production littéraire, William Heinesen est également connu comme artiste peintre et comme illustrateur. Une partie de ses tableaux est exposée au musée des beaux-arts de Tórshavn. On peut en voir quelques reproductions sur le site (trilingue féroïen/danois/anglais) du musée Art.fo. Une autre de ses passions était la musique – il était musicien amateur et mélomane. Enfin, dans les dernières années de sa vie, il s'est beaucoup intéressé au papier découpé et au collage.
Plusieurs textes de Heinesen – poèmes, romans, nouvelles – ont servi de source d'inspiration au compositeur féroïen Sunleif Rasmussen, né en 1961 : ainsi du poème Det er endnu en af disse Oceaniske dage pour la symphonie n°1 Oceanic Days de Rasmussen (1998), et de poèmes extraits du recueil Panorama med regnbuen (Panorama avec arc-en-ciel) pour des compositions  telles que Tilegnelse (Dédicace) de 1995 et Arktis, de 1998. Rasmussen s'est également inspiré du roman de Heinesen Moder Syvstjerne (Mère Pléiade) pour deux autres de ses œuvres, et de la nouvelle Den Gale Mands Have (Le jardin du fou) pour Í Óðamansgarði (Dans le jardin du fou), premier opéra en langue féroïenne (2006, livret de Dánial Hoydal).
De même, un choix de ses poèmes a été mis en musique et interprété par la chanteuse Annika Hoydal

## Œuvre littéraire
Poésie
- 1921 Arktiske Elegier og andre Digte
- 1924 Høbjergningen ved Havet
- 1927 Sange mod Vaardybet
- 1930 Stjernerne vaagner
- 1936 Den dunkle Sol
- 1955 Digte i udvalg (anthologie)
- 1961 Hymne og harmsang
- 1972 Panorama med regnbue
- 1983 Vinterdrøm. Digte i udvalg 1920-30 (anthologie)
- 1984 Samlede digte (œuvres complètes)
- 1990 Digte (anthologie)

Nouvelles
- 1957 Det fortryllede lys
- 1960 Gamaliels besættelse
- 1967 Kur mod onde ånder
- 1970 Don Juan fra Tranhuset
- 1973 Fortællinger fra Thorshavn (anthologie)
- 1975 Grylen og andre noveller
- 1980 Her skal danses
- 1985 Laterna magica

Romans
- 1934 Blæsende Gry
- 1938 Noatun
- 1949 Den sorte gryde
- 1950 De fortabte spillemænd
- 1952 Moder Syvstjerne
- 1964 Det gode håb
- 1976 Tårnet ved verdens ende

Essais

## Traductions
Œuvres de William Heinesen traduites en français
- Les Ailes de l'obscurité (Det vingede mørke), traduit du danois par Maryse Laffitte, Paris, Gallimard, La Nouvelle Revue Française no 375, avril 1984
- La Lumière enchantée (Det fortryllede lys), traduit du danois par Per Aage Brandt et Maryse Laffitte, Aix-en-Provence, Alinéa, 1986
- Les Musiciens perdus (De fortabte spillemænd), traduit du danois par Inès Jorgensen, Arles, Actes Sud, coll. « Lettres scandinaves », 1991
- La Marmite noire (Den sorte gryde), traduit du danois par Jean Renaud et Catherine Renaud, Nantes, Le Passeur, 1997
- Le Couteau (Kniven), traduit du danois par Jean Renaud, Revue Europe no 887 (mars 2003)
- Mère Pléiade (Moder Syvstjerne), traduit du danois par Jean Renaud et Catherine Renaud, Paris, Ginkgo éditeur, coll. « Esprit ouvert », 2009 ; réédition, Paris, Cambourakis, 2024  (ISBN 978-2-36624-875-3)
- Élégies arctiques, poèmes choisis dans l'oeuvre complète de l'auteur, présentés et traduits par Piet Lincken, Paris, Éditions du Cygne, coll. « Poésie du monde », 2022  (ISBN 978-2-84924-685-6)

Traductions dans d'autres langues
allemand
- Der Turm am Ende der Welt (titre original: Tårnet ved verdens ende), traduit du danois par Alfred Otto Schwede, Verlag Volk und Welt, Berlin 1991
- Das verzauberte Licht (titre original: Det fortryllede lys), traduit du danois par Alfred Otto Schwede, Verlag Volk und Welt, Berlin 1966 et 1977
- Die Gute Hoffnung (titre original: Det gode håb), traduit du danois par Ellen de Boor, Verlag Volk und Welt, Berlin 1967 et Vandenhoeck & Ruprecht, Göttingen 1968
- Die verdammten Musikanten (titre original: De fortabte spillemænd), traduit du danois par Ernst Harthern, Schünemann, Brême 1952
- Der schwarze Kessel (titre original: Den sorte gryde), traduit du danois par Emil Charlet, Kantorowicz, Berlin 1951 et Verlag Volk und Welt, Berlin 1966
- Die Leute von Noatun (titre original: Noatun), traduit du danois par ??, Deuerlich'sche Verlagsbuchhandlung, Göttingen 1940

anglais
- The Good Hope (titre original: Det gode håb), traduit du danois par l'auteur, Dedalus, Sawtry, Cambs.
- The Kingdom of the Earth (titre original: Moder Syvstjerne), traduit du danois par ??, Twayne Publishers, New York 1974
- Arctis, Selected Poems (anthologie) poèmes traduits du danois par Anne Born, Thule Press, Findhorn/Moray (Écosse) 1980
- The Tower at the Edge of the World (titre original: Tårnet ved verdens ende), traduit du danois par Anne Born, Thule Press, Findhorn and Denington Estate (Écosse) 1981
- The Winged Darkness and other stories, traduit du danois par H. Bronner, Irvington, New York et Paisley (Écosse), 1982
- Laterna Magica (titre original: Laterna Magica), traduit du danois par ??, Fjord Press, Seattle  1987
- The Black Cauldron (titre original: Den sorte gryde), traduit du danois par W. Glyn Jones, Dedalus, Sawtry, Cambs. 1992
- The Lost Musicians (titre original: De fortabte spillemænd), traduit du danois par W. Glyn Jones, Dedalus, Sawtry, Cambs. 2006
- Windswept Dawn (titre original: Blæsende gry), traduit du danois par W. Glyn Jones, Dedalus, Sawtry, Cambs. 2009

espagnol
- Los músicos perdidos, (titre original: De fortabte spillemænd), traduit du danois par Juan Mari Mendizabal, Ediciones Bassarai, Vitoria-Gasteiz 2006
- plusieurs poèmes de William Heinesen extraits de Hymne og harmsang (1961) et Panorama med regnbue (1973) ont été traduits par Francisco J. Uriz dans l'anthologie Poesía Nórdica, Ediciones de la Torre, Madrid 1995

estonien
- Nõiutud Valgus (titre original: Det fortryllede lys), traduit du danois par Henrik Sepamaa, Ajalehtede-Ajakirjade Kirjastus, Tallinn 1959
- Kadunut moosekandid (titre original: De fortabte spillemænd), traduit du danois par Arvo Alas, Perioodika, Tallinn 1984
- Hea lootus (titre original: Det gode håb), traduit du danois par Aet Püssim, Kirjastus Eesti Raamat, Tallinn 2002

féroïen
En 1975, à l'occasion du 75e anniversaire de la naissance de William Heinesen, les éditions Emil Thomsen ont entrepris la traduction et la publication de ses œuvres en féroïen.  
- Móðir Sjeystjørna (titre original: Moder Syvstjerne), traduit du danois par Heðin Brú, Thomsen, Tórshavn 1975
- Glataðu spælimenninir (titre original: De fortabte spillemænd), traduit du danois par Heðin Brú, Thomsen, Tórshavn 1975
- Degningsvindar (titre original: Blæsende gry), traduit du danois par Christian Matras, Thomsen, Tórshavn 1975
- Himinin brosar (titre original: ), traduit du danois par Christian Matras, Thomsen, Tórshavn 1976
- Tornið á heimsins enda (titre original: Tårnet ved verdens ende), traduit du danois par Hans Thomsen, Thomsen, Tórshavn 1976
- Í sortanum (titre original: Den sorte gryde), traduit du danois par Bjarni Niclasen, Thomsen, Tórshavn 1975
- Nóatún (titre original: Noatun), traduit du danois par Áshild Olsen, Thomsen, Tórshavn 1975

finnois
- Musta pata (titre original: Den sorte gryde), traduit du danois par Eija Palsbo, Karisto, Hämeenlinna 1958
- Runoilija Lin-Pe ja hänen kesy kurkensa (titre original: Digteren Lin-Pe og hans tamme trane, traduit du danois par Annika Idström, adaptation pour la radio finlandaise (YLE), Helsinki 1983

hongrois
- Elkárhozott muszikusok, (titre original: De fortabte spillemænd), traduit du danois par Bernáth István, Polar könyvek, QLT Műfordító, Budapest 1999

islandais
- Nóatún (titre original: Noatun), traduit du danois par Aðalsteinn Sigmundsson, 1947
- Slagur vindhörpunnar (titre original: De fortabte spillemænd), traduit du danois par Guðfinna Þorsteinsdóttir, 1956.
- Í töfrabirtu (titre original: Det fortryllede lys), traduit du danois par Hannes Sigfússon, 1959.
- Vonin blíð (titre original: Det gode håb), traduit du danois par Elías Mar, 1970
- Móðir sjöstjarna (titre original: Moder syvstjerne), traduit du danois par Úlfur Hjörvar, 1974
- Ljósfréttaskífan, traduit du danois par Þorgeir Þorgeirson, 1975
- Turninn á heimsenda: ljóðræn skáldsaga í minningabrotum úr barnæsku (titre original: Tårnet ved verdens ende), traduit du danois par Þorgeir Þorgeirsson, 1977.
- Fjandinn hleypur í Gamalíel (titre original Gamaliels besættelse), traduit du danois par Þorgeir Þorgeirson, 1978.
- Í morgunkulinu; samtímasaga úr Færeyjum (titre original: Blæsende gry), traduit du danois par Þorgeir Þorgeirson, 1979.
- Það á að dansa: nýjar sögur frá Þórshöfn (titre original Her skal danses), traduit du danois par Þorgeir Þorgeirson, 1980.
- Kvennagullið í grútarbræðslunni (titre original: Don Juan fra tranhuset), traduit du danois par Þorgeir Þorgeirson, 1981.
- Í svörtukötlum (titre original: Den sorte gryde), traduit du danois par Þorgeir Þorgeirson, 1982.
- Ráð við illum öndum (titre original: Kur mod onde ånder), traduit du danois par Þorgeir Þorgeirson, 1983.
- Glataðir snillingar (titre original: De fortabte spillemænd), traduit du danois par Þorgeir Þorgeirson, 1984
- Atlanta, traduit du danois par Þorgeir Þorgeirsson, 1985
- Töfralampinn - nýjar minningasögur (titre original: Laterna magica), traduit du danois par Þorgeir Þorgeirson, 1987.
- Vængjað myrkur (titre original: Det vingede mørke), traduit du danois par Hannes Sigfússon, 2000

italien
- Noatun (titre original: Noatun), traduit du danois par Giacomo Prampolini et Kirsten Montanari Guldbrandsen, A. Mondadori, Vérone 1943

letton
- (Viljams Heinesens) Melnais katls, (titre original: Den sorte gryde), traduit du danois par Elija Kliene, Liesma, Riga 1979

lituanien
- Geroji viltis (titre original: Det gode håb), traduit du danois par Leonas Petravičius,Vaga, Vilnius 1999

néerlandais
- De zwijgende gasten en andere verhalen (nouvelles), traduit du danois par Jytte Kronig, Athabasca, Utrecht 1990

norvégien
- De fortapte spillemenn (titre original: De fortabte spillemænd), traduit du danois par Inger Hagerup, Oktober forlag, Oslo 1957
- Himmelen smiler (nouvelles), traduit du danois par Ivar Eskeland, Oslo 1965
- Gamaliels galskap (nouvelles), (titre original: Gamaliels besættelse), traduit du danois par Ivar Eskeland, Oslo 1967
- Moder Sjustjerne (titre original: Moder syvstjerne), traduit du danois par Ivar Eskeland, Det Norske Samlaget, Oslo 1968 et 1994

polonais
- Czarny kocioł, (titre original: Den sorte gryde), traduit du danois par Maria Kłos-Gwizdalska, Wydawnictwo Poznańskie, Poznań 1968
- Zaczarowane światło (titre original: Det fortryllede lys), traduit du danois par Maria Kłos-Gwizdalska et Franciszek Jaszuński, Wydawnictwo Poznańskie, Poznań 1970
- Wyspy dobrej nadziei (titre original: Det gode håb), traduit du danois par Andrzej Kołaczkowski, Wydawnictwo PIW, Varsovie 1974

russe
- Чёрный котёл (titre original: Den sorte gryde), traduit du danois par ??, Éditions du Progrès, Moscou 1974
- Пропащие музыканты (titre original: De fortabte spillemænd), traduit du danois par ??, Éditions du Progrès, Moscou 1975
- Башня на краю света (titre original: Tårnet ved verdens ende), traduit du danois par Tatiana Velitchko, Éditions du Progrès, Moscou 1983

suédois
- Gryningsvindar, traduit du danois par Elsa Thulin, Gebers, Stockholm, 1935
- Den svarta grytan, traduit du danois par Pelle Fritz-Crone, Forum, Stockholm, 1950
- Det goda hoppet, traduit du danois par Gunnar Barklund, Forum, Stockholm, 1965
- Tornet vid världens ände, traduit du danois par Harriet Alfons, Forum, Stockholm, 1976
- Moder Sjustjärna: en berättelse från tidernas morgon, traduit du danois par Jadwiga P. Westrup, Forum, Stockholm, 1978
- De förlorade musikanterna, traduit du danois par Jan Gehlin, Litteraturfrämjandet, Stockholm, 1984
- Laterna Magica: Nya minnesnoveller, traduit du danois par Sonja Carlberg, Forum, Stockholm, 1986
- Hemma på jorden: dikter, poèmes traduits du danois par Inge Knutsson, Rabén & Sjögren, Stockholm, 1987
- Gäster från månen och andra berättelser (nouvelles 1957-1980), traduit du danois par Inge Knutsson, Atlantis, Stockholm, 2003

tchèque
- Černý kotel, (titre original: Den sorte gryde), traduit du danois par František Fröhlich, Svoboda/Rudé Právo, Prague 1980
- Dobrá naděje (titre original: Det gode håb), traduit du danois par Václav Kučera, Odeon, Prague 1989

## Prix et distinctions
William Heinesen a été membre de l'Académie danoise de 1961 à sa mort. En 1965, il est devenu le premier écrivain féroïen 
lauréat du grand prix de littérature du Conseil nordique. Le prix M.A. Jacobsen, plus important prix littéraire des îles Féroé, lui a été décerné en 1975 et la ville de Tórshavn l'a fait citoyen d'honneur en 1980. Il a également reçu les prix et distinctions suivants :
- 1960 : médaille Holberg
- 1968 : médaille Emil Aarestrup
- 1979 : bourse H.C. Andersen de l'Union des écrivains danois
- 1980 : prix de la critique
- 1981 : médaille Ingenio et Arti, décernée par S.M. la reine du Danemark
- 1985 : prix Sonning
- 1987 : prix nordique, décerné par l'Académie suédoise